# Mbum
Das Mbum ist eine Adamaua-Sprache des Kamerun, die von über 51.000 Personen gesprochen wird.
Die Sprecher sind zumeist Zweisprachig mit Französisch, einige – vor allem ältere Personen – können als Zweitsprache das Fulfulde. Die Sprache ist auch als Buna, Mboum, Mboumtiba und Wuna bekannt.
Der Standarddialekt der Sprache ist der Gbete-Dialekt.